# Minneapolis (Carolina del Norte)
Minneapolis es una comunidad ubicada en el condado de Avery en el estado estadounidense de Carolina del Norte.

## Geografía
Minneapolis se encuentra ubicada en las coordenadas 36°05′57″N 81°59′13″O / 36.09917, -81.98694.